# Seguro de decesos
Un seguro de decesos o seguro de muerte es una contratación que contempla cubrir todas las garantías y coberturas en caso de fallecimiento.

## Historia y evolución

### El origen del seguro de decesos
El origen de este tipo de seguros se remonta, se podría decir, a la prehistoria. La importancia de los ritos funerarios en el Antiguo Egipto  recuerda mucho al concepto de seguro que manejamos hoy en día.
En el código babilonio del rey Hammurabi (Mesopotamia, 1728 a. C.), se establecían indemnizaciones para viudas y huérfanos. Así como la tramitación de pensiones y herencias.
Más tarde, en la Grecia clásica se crea la figura del mutualista: hombres que se aseguraban frente al riesgo de huida de sus esclavos. Estas primeras mutualidades atendían incluso a víctimas de catástrofes y cubrían los gastos funerarios. 
A su vez, en la antigua Roma (700 a. C.) se crearon los collegia funeraticia, un antecedente del seguro de decesos actual. Eran asociaciones organizadas por oficios cuyos miembros pagaban para protegerse ante imprevistos.
Dado que en la sociedad romana los rituales fúnebres tenían gran importancia, estas asociaciones aseguraban a sus miembros una sepultura digna. Funcionaban de manera similar a las cofradías cristianas que surgirían más tarde en la Edad Media, otro concepto considerado antecedente. 
El seguro de decesos sufrió un impulso importante en la Edad Media, cuando las expediciones marítimas ya desarrollaban otro seguro conocido, el de transportes, pero en caso de fallecimiento de los tripulantes o invalidez por accidentes o enfermedades, estaban constituidas mutualidades y posteriormente se extendieron a otros gremios. 

### Antecedentes en España
A mediados del S.XIV nace un primer seguro híbrido, que combina el de mercancías con el de vida. Se aseguraba la vida de los esclavos (tratados como mercancía) en el trayecto entre El Puerto de Santa María (Cádiz) y Barcelona.
Algunas teorías sitúan el nacimiento de este tipo de seguros en el gremio de canteros y pescadores gallegos. Puede ser una teoría más que cierta, sabiendo que las dos principales compañías de esta modalidad, emergen con dos años de diferencia en Galicia (1920 y 1922, respectivamente). 
De cualquier modo, lo que nos queda claro es que esta modalidad nació en España. Esta fue la encargada de exportar el concepto al resto de Europa. A partir de 1920, se popularizó su contratación de forma vertiginosa.

## Coberturas de un seguro de decesos
El seguro de decesos se hace cargo de los gastos del sepelio, servicio funerario y gestiones administrativas. Aunque, también puede poseer coberturas adicionales.
Las coberturas básicas abarcan el tratamiento del cadáver, el traslado en coche fúnebre, el féretro, el sudario y los gastos de inhumación e incineración. También, cubre el tanatorio, la autopsia, la lápida, el servicio religioso y las flores. 
Para ofrecer tranquilidad a los familiares, el seguro de decesos se encarga de administrar todos los trámites legales. Desde la partida de defunción y testamento hasta la inscripción en el Registro Civil, solicitud de pensiones (de orfandad, viudedad, jubilación o invalidez) y adjudicación de herencias.
Los seguros de decesos también pueden disponer de coberturas opcionales, que dependen de la entidad contratada. Normalmente, la mayoría de entidades ofrecen servicios adicionales como el traslado nacional, asistencia en viajes (cobertura del viaje, gastos médicos y estancia del acompañante) y atención psicológica. 

## Tipos de seguro de decesos
Hay dos grupos diferentes de seguros de decesos: los seguros unitarios y periódicos, que influyen en el método de pago. Así como otros factores tales como: la edad del asegurado y las coberturas incluidas  

### Prima unitaria
En primer lugar se encuentra la prima unitaria y/o única. Como su nombre indica, se caracteriza por un pago único adelantado, que garantiza el servicio funerario del asegurado de por vida. La edad necesaria para contratar este servicio es a partir de los 65 o 70 años.

### Primas periódicas
Las primas periódicas permiten pagar el coste del seguro a plazos (mensual, trimestral, semestral o anual).
Hay cuatro tipos de primas periódicas, adecuadas a la edad y recursos económicos de los clientes: natural, seminatural, nivelada y mixta.
- Prima natural. Su precio aumenta anualmente, a medida que el asegurado cumple años e incrementa el riesgo de fallecimiento.

- El seguro prima seminatural es similar a la prima natural, debido a que su precio aumenta a medida que pasan los años. Sin embargo, el precio se actualiza cada 5 años en vez de cada uno.

- El seguro prima nivelada se caracteriza por su pago invariable. El precio se mantiene igual durante la vigencia de todo el contrato, pese a la edad o al aumento de riesgo. Solo se observan variaciones en el coste si se incrementa el capital del asegurado o los gastos del servicio funerario.[9][10]

- El seguro prima mixta es una combinación de las ventajas del seguro prima natural y prima nivelada. En los primeros años de contratación el precio del seguro se calcula como prima natural, en función de la edad del asegurado. A partir de una edad determinada, el coste se regula y deja de aumentar.

## Diferencia con el seguro de vida
El seguro de decesos y el seguro de vida son complementarios, ambos se activan cuando fallece la persona asegurada. La diferencia es que no cubren lo mismo. 
El seguro de decesos abarca desde la prestación de servicios funerarios hasta los trámites administrativos. Mientras que, con el seguro de vida los familiares herederos o beneficiarios cobran una cantidad de dinero. Ese dinero no se puede disfrutar a los pocos días del fallecimiento, de modo que no se puede emplear en costear los gastos funerarios más inmediatos. 